# Jean-Pierre Berthe
Jean-Pierre Berthe (Prades, Pirineos Orientales, Francia, 1926 - París, Francia, 10 de agosto de 2014) fue un historiador francés. Se distinguió por sus investigaciones sobre la historia del Imperio español y en particular sobre la Nueva España, así como por su promoción de los estudios americanistas en Francia.

## Semblanza biográfica
Realizó sus primeros estudios en el Colegio de Niños de Perpiñán, y los continuó en el Liceo Luis-le-Grand, de París. En 1950 ingresó a la École Nationale d'Administration, pero en 1951 obtuvo la agregación de historia, lo cual le decidió a optar por la enseñanza. Recibió el consejo y apoyo de Fernand Braudel, en el Institut d'Études Politiques, donde asistió a sus conferencias sobre América Latina. En 1953, por consejo del mismo Braudel, pasó a México como profesor del Liceo Franco Mexicano y asimismo impartió cursos en el Instituto Francés de América Latina (IFAL), por entonces dirigido por François Chevalier. Durante varios años colaboró en la organización de la Mesa Redonda Franco-mexicana de Historia Social, en la que participaron notables historiadores y antropólogos de ambas nacionalidades. 
A su retorno en Francia trabajó durante varios años en el Département Amériques des Affaires culturelles del Ministerio de Asuntos Exteriores. Posteriormente impartió seminarios en l’École des Hautes Études en Sciences Sociales (donde Braudel era director) y donde permanecería hasta su jubilación en 1991.  
Berthe tuvo un papel importante en la promoción y continuidad institucional de los estudios sobre América Latina en una época en la cual no se les atribuía mayor relevancia en Francia. En particular realizó esta labor en el Institut des Hautes Études en Amérique Latine (IHEAL), del cual fue director entre  1977 y 1981. Asimismo, entre 1968 y 1982 estableció y dirigió la revista Cahiers des Amériques latines publicada por el IHEAL.  
Falleció en París el 10 de agosto de 2014.
Su obra trató sobre las economías y sociedades de la América hispana, en particular sobre la Nueva España. Dirigió asimismo gran número de tesis con esa temática, llevadas a cabo por alumnos franceses y latinoamericanos.

## Obras
- Estudios de historia de la Nueva España: de Sevilla a Manila, trad. Pastora Rodríguez Aviñoá, María Palomar, Guadalajara, Universidad de Guadalajara - CEMCA, 1994.
- "Juan López de Velasco (ca. 1530-1598). Cronista y cosmógrafo mayor del Consejo de Indias: su personalidad y su obra geográfica", Relaciones, vol. XIX, núm. 75, 1998.
- "Las relaciones ad limina de los obispos de la Nueva España siglos XVIy XVII", Relaciones, vol. XVIII, núm.71, 1997.
- (ed., con Pierre Ragon), Penser l'Amérique Latine au temps de la domination espagnole. Espace, temps et société, XVIe - XVIIIe siècle. Hommages à Carmen Val Julián, París, L'Harmattan, 2011.
- (ed., con Thomas Calvo), Administración e imperio. El peso de la monarquía hispana en sus indias (1631-1648), Zamora, Michoacán, El Colegio de Michoacán, 2011.
- "El cultivo del 'pastel' en Nueva España", en Historia mexicana, vol. 9. no. 3 (35), (ene.-mar. 1960), p. 340-367.
- (ed., con Alain Breton y Sylvie Lecoin), Vingt études sur le Mexique et le Guatemala, réunies à la mémoire de Nicole Percheron, Toulouse, Presses Universitaires du Mirail, 1992.